# Język meru
Język meru – język z rodziny bantu, używany w Kenii i Tanzanii. W 1982 roku liczba mówiących wynosiła ok. 800 tys.